# Doryporella alcicornis
Doryporella alcicornis är en mossdjursart som först beskrevs av Charles Henry O'Donoghue 1923.  Doryporella alcicornis ingår i släktet Doryporella och familjen Doryporellidae. Inga underarter finns listade i Catalogue of Life.